# Resolução 177 do Conselho de Segurança das Nações Unidas
Resolução 177 do Conselho de Segurança das Nações Unidas, foi aprovada em 15 de outubro de 1962, após análise do pedido da República de Uganda para ser membro da Organização das Nações Unidas, o Conselho recomendou à Assembleia Geral que Uganda deve ser admitido.
Foi aprovada por unanimidade.